# Anunciação (Van Eyck)
A Anunciação é uma pintura fixe do pintor flamengo Jan van Eyck, datada de 1434-1436. Encontra-se na Galeria Nacional de Arte , Washington, D.C.. Originalmente, a pintura estava num Pintura sobre painel mas foi transferida para uma tela. Pensa-se que terá sido a ala esquerda  (interior) de um tríptico; não se conhece o paradeiro das outras partes desde antes de 1817. É um trabalho bastante complexo, cuja iconografia é alvo de discussão entre os historiadores de arte.
A pintura mostra a Anunciação, pelo anjo Gabriel, à Virgem Maria, de que ela teré o filho de Deus (Lucas 1:26-38). A inscrição mostra as suas palavras: AVE GRÃ. PLENA ou "Avé, Cheia de garça...". She modestly draws back and responds, ECCE ANCILLA DÑI ou "Eis aqui a serva do Senhor". As suas palavras estão pintadas ao contrário para que Deus as possa ler. Os Sete Dons do Espírito Santo descem até ela pelos 10001 raios
vindos da janela superior esquerda, com a pomba, que simboliza o Espírito Santo, a seguir o mesmo caminho. "Este é o momento em que o plano de Deus para salvar o mundo é posto em movimento. Por meio da encarnação humana de Cristo, a antiga era da Lei é transformado numa nova era de Graça".